# Adalatherium hui
Adalatherium hui (лат.) — вид примитивных млекопитающих из подотряда гондванатериев, единственный представитель рода Adalatherium и семейства Adalatheriidae. Жили во времена мелового периода (маастрихтский век).

## Описание
Adalatherium hui — млекопитающее весом около 3,1 кг, размером с кошку или опоссума, которое жило на Мадагаскаре в меловой период 66 миллионов лет назад. Вид был описан в апреле 2020 года на основе почти полного скелета. Считается, что Adalatherium hui был необычайно большим для млекопитающего той геологической эпохи. Его скелет стал наиболее полным из всех мезозойских млекопитающих Южного полушария. Кроме того, передняя часть черепа содержит больше отверстий, чем любое известное млекопитающее. Отверстия служили проходами для нервов и кровеносных сосудов на крайне чувствительной морде, которая была покрыта усиками.

## Таксономия
Вид был описан в 2020 году палеонтологами из Денверского музея природы и науки в США и учёными из Университета штата Нью-Йорк в Стони-Брук. Название рода Adalatherium от малагасийского (adala, «сумасшедший, безумный») и древнегреческого (др.-греч. θήριον, «зверь») — означает «сумасшедший зверь». Видовое название — в память умершего палеонтолога Яомин Ху (англ. Yaoming Hu) из Университета Стони Брук, работавшего над изучением зверя.